# Paz de Ariporo
Paz de Ariporo est une municipalité située dans le département de Casanare, en Colombie.